# إيغور دينيسوف
إيغور فلاديميروفيتش دينيسوف (بالروسية: Игорь Владимирович Денисов) (مواليد 17 مايو 1984 في سانت بطرسبرغ، الاتحاد السوفييتي) لاعب كرة قدم روسي يجيد اللعب في مركز الوسط المدافع والوسط المحوري ويلعب حاليا في نادي زينيت سانت بطرسبرغ الروسي منذ 2001.

## مسيرته الكروية
لعب إيغور دينيسوف خلال مسيرته الاحترافية مع 4 أندية في عشرون موسمًا وسجل خلالها 25 هدفًا ضمن 386 مباراة. حيث فاز في ثلاثة مواسم بالكأس وفي أربعة مواسم بالدوري.
خاض إيغور دينيسوف مسيرته مع نادي زينيت سانت بطرسبرغ في موسم 2001 ليلعب معه اثنا عشر موسمًا، مشاركًا في 254 مباراة سجل خلالها 23 هدفًا. ثم انتقل إلى نادي دينامو موسكو في موسم 2013–14 ليلعب معه أربعة مواسم، حيث شارك في 62 مباراة سجل خلالها هدفًا واحدًا. لينتقل بعدها إلى نادي لوكوموتيف موسكو في موسم 2016–17 واستمر معه طيلة ثلاثة مواسم، مشاركًا في 67 مباراة سجل خلالها هدفًا واحدًا أيضًا.

## روابط خارجية
- إيغور دينيسوف على موقع الاتحاد الدولي (مؤرشف)  (الإنجليزية)
- إيغور دينيسوف على موقع الاتحاد الأوربي (الإنجليزية)
- إيغور دينيسوف على موقع قاعدة بيانات كرة القدم.إي يو (الإنجليزية)
- إيغور دينيسوف على موقع ناشيونال فوتبول تيمز (الإنجليزية)
- إيغور دينيسوف على موقع Soccerbase.com (لاعب) (الإنجليزية)
- إيغور دينيسوف على موقع Soccerway.com (الإنجليزية)
- إيغور دينيسوف على موقع عالم كرة القدم.نت (الإنجليزية)
- إيغور دينيسوف على موقع AS.com (الإسبانية)